# Шагрівар
Шагрі́вар (перс. شهریور) — шостий місяць іранського календаря, складається з 31 дня. У григоріанському календарі відповідає 23 серпня — 22 вересня.

## Етимологія
Більшість місяців іранського календаря носять імена зороастрійських язатів. Назва Шагрівар походить від Хшатра Ваїр'я, одного з семи божеств Амеша Спента і авестійською мовою означає Влада Жадана.

## Свята
- 1 Шагрівар — Свято прохолоди (Фагдіє)
- 4 Шагрівар — Свято імені Шагрівар (Шагрівареган)
- 4 Шагрівар — День трудящих
- 5 Шагрівар — День фармацевта
- 8 Шагрівар — Осіннє свято
- 12 Шагрівар — День боротьби з англійської інтервенцією[ru]
- 21 Шагрівар — День кіно[ru]
- 31 Шагрівар — Святкування закінчення літа.

## Знаменні події і вшанування
- 1 Шагрівар — День Авіценни, день лікаря.
- 13 Шагрівар — День Аль-Біруні, перського вченого (математика, астронома, історика і філософа).
- 27 Шагрівар — День поета Мухаммеда Хусейна Шахрияра[ru], день перської поезії і літератури.